# Qué pobres tan ricos
Qué pobres tan ricos es una telenovela mexicana producida por Rosy Ocampo para Televisa entre 2013 y 2014. Es la adaptación de la telenovela colombiana Pobres Rico. 
Protagonizada por Zuria Vega y Jaime Camil, con las participaciones antagónicas de Mark Tacher, Tiare Scanda, Ingrid Martz  y Raquel Pankowsky; cuenta además con las actuaciones estelares de los primeros actores Sylvia Pasquel, Manuel Flaco Ibáñez, Arturo Peniche y Queta Lavat.

## Sinopsis
María Guadalupe "Lupita" Menchaca Martínez es una hermosa joven, madre soltera, que vive con su hijo y el resto de su familia (padre y dos hermanos mellizos) en un típico barrio de clase media de Ciudad de México. Miguel Ángel Ruizpalacios Romagnoli es un perfecto exponente de la clase alta. Es millonario y no tiene ningún problema a la vista. Vive de rumba, juego y mujeres y poco le importa lo que suceda con la empresa de la cual es presidente por herencia.
Lupita y Miguel Ángel no se conocen y aparentemente no tienen nada en común. Sus mundos son diferentes, sus clases sociales no se cruzan y sus personalidades tienen poco que ver una con otra. Sin embargo, el destino se encargará de cruzarlos de manera tan inesperada.
Víctima de una trampa de su primo Alejo, quien quiere quedarse con el puesto de presidente que él ocupa, Miguel Ángel es acusado de utilizar el dinero de la empresa para lavar activos y a su cuenta corriente entran dineros no santos. Miguel Ángel no sólo es buscado por la policía sino que de un día para otro todas sus cuentas son cerradas, sus bienes embargados y si no aparece, se lo considerará prófugo de la justicia.
Desesperado y sin saber a quién acudir, Miguel Ángel decide hacerle caso a su abuela Matilde, que afirma que son dueños de unos terrenos en las afueras de la ciudad que alguna vez compró su abuelo.
Con intenciones de venderlos y hacerse de dinero en efectivo, Miguel Ángel  emprende la cruzada de recuperarlos enfrentándose a los Menchaca, la familia que vive allí y que asegura ser dueña del lugar que alguna vez le compraron a su abuelo.
Como no hay pruebas ni de una cosa, ni de la otra. Los Ruizpalacios no tienen otra salida que instalarse a vivir con los Menchaca, en lo que es la única vivienda con la que estos cuentan, además de un restaurante y salón de eventos.
El encuentro de estos dos mundos es por demás cómico. En primer lugar, porque los Ruizpalacios no comprenden como viven los Menchaca. De tener cada uno su habitación con baño privado, Los Ruizpalacios pasan a dormir todos juntos en camas camarote y a compartir un solo baño entre las más de 10 personas que habitan la casa.
En segundo lugar, porque en su vida trabajaron y ahora van a tener que sobrevivir de alguna manera, aprendiendo las actividades que los Menchaca desarrollan, para ellos, una más humillante que la otra.
En tercer lugar porque Miguel Ángel es nada más y nada menos que el primo de Alejo, el hombre que le arruinó la vida a Lupita.
A pesar de todos los contratiempos, de lo imposible de la convivencia y de los disparatados cruces que se dan entre ricos y pobres, el amor entre Lupita y Miguel Ángel surge con una fuerza que ninguno de los dos logra detener y esa fuerza hace que con el tiempo todo lo que parece ser irreconciliable empiece a tener un por qué.
Es así como de odiarse profundamente, los Menchaca y los Ruizpalacios pasan a formar parte de un mismo bando con un objetivo en común: ayudar a Miguel Ángel a recuperar todo lo que perdió a cambio de que el club y la casa les quede a los Menchaca.
Todo parece ir sobre ruedas hasta que Alejo arremete con todas sus armas para destruir a Lupita, reclamando la paternidad sobre su hijo, del que quiere hacerse cargo a como dé lugar y por si fuera poco Minerva la esposa de Alejo; quien siempre ha estado enamorada de Miguel Ángel y quien lo único que quiere de Alejo es su dinero, se interpondrá en el amor que empieza a sugir entre Lupita y Miguel Ángel utilizando todo tipo de artimañas junto a su madre para quedarse con el dinero de Alejo y con el amor de Miguel Ángel.

## Reparto
- Zuria Vega - María Guadalupe "Lupita" Menchaca Martínez
- Jaime Camil - Miguel Ángel Ruizpalacios Romagnoli
- Mark Tacher - Alejo Ruizpalacios Saravia
- Arturo Peniche - Nepomuceno "Nepo" Escandiondas Rodríguez
- Sylvia Pasquel - Ana Sofía Romagnoli viuda de Ruizpalacios
- Manuel «Flaco» Ibáñez - Jesús  Menchaca "El hijo de Sumatra"
- Ingrid Martz - Minerva Fontanet Blanco
- Tiaré Scanda - Vilma Terán Sande
- Agustín Arana - Saúl Ballesteros
- Raquel Pankowsky - Isela Blanco Vda. de Fontanet y Vda. de Salvatierra
- Queta Lavat - Doña Matilde "Maty" Álvarez Vda. de Ruizpalacios
- Natasha Dupeyrón - Frida Sofía Ruizpalacios Romagnoli
- Jonathan Becerra - José Tizoc Menchaca Martínez
- Gaby Mellado - Macarena Larrea, Condesa de Valladolid
- Zaide Silvia Gutiérrez - Carmela
- Gabriela Zamora - Güendolín Tinoco Hernández "La Güendy"
- Diego de Erice - Leonardo Ruizpalacios Romagnoli
- Álex Perea - Lic. Tomás Godínez
- Abril Rivera - Perla Ivette Menchaca Martínez
- José Pablo Minor - Tato
- José Eduardo Derbez -  Diego Armando Escandiondas Rebolledo
- Jackie García - Jennifer de Gómez
- Ricardo Margaleff - Jonathan Gómez
- Manuel Guízar - Don Salomón Ladino
- Homero Ferruzca - Brandon "Trofeo"
- Gustavo Rojo - Aureliano Ruizpalacios Rivadeneira
- Roberto Blandón - Adolfo Girón
- Rebeca Mankita - Genoveva "Beba" de la Garza
- Lorena Velázquez - Isabel "Chabelita" Laskuraín
- Polo Ortín - Flavio
- Luis Gatica - Osiel Chaparro, "El Bambi"
- Moisés Suárez - Licenciado
- Yael Fernández - Emiliano Ruizpalacios Menchaca
- Cecilia Gabriela - Rita Rebolledo
- Martha Ofelia Galindo - Dona Queta
- Silvia Mariscal - Daniela Saravia de Ruizpalacios
- Alfonso Iturralde - Luis Ruizpalacios Álvarez
- Teo Tapia - Dr. Miranda
- Andrea Legarreta - Silvana Ruizpalacios Saravia
- Adalberto Parra - Comandante Pedro Chávez
- Mariana Karr - Covadonga
- Roberto Sen - Conde Enrique de Valladolid
- Laura Ferretti - Valeria Malavé
- Reynaldo Rossano - Beto
- Lorena del Castillo - Melina
- Leticia Perdigón - Refugio "Cuca" Mendoza
- Patricia Navidad - Hortensia
- Dalilah Polanco - Barbara
- Priscila Avellaneda - Irlanda
- Ivonne Garza - Adelaida
- Marisol Castillo - Herminia
- Paloma Arredondo - Martina
- Roberto Vander - Roberto Ruizpalacios Álvarez
- Fernando Robles - Paz
- Lourdes Munguía - Marisol Robles
- Carlos Barragán - Bluetooth
- Francisco Calvillo - Director Suplente
- Germán Gutiérrez - Doctor
- Juan Ferrara - Pretendiente de Minerva
- Roxana Puentes - Vanessa Citlali
- Pedro Aguayo - "El hijo del Perro Aguayo"
- Gabriel Soto - Él mismo
- Bobby Pulido - Él mismo

## DVD
El Grupo Televisa lanza a la venta en formato DVD sus novelas.

## Premios y nominaciones

### Premios TVyNovelas 2015
| Categoría                  | Nominado (a)                    | Resultado |
| -------------------------- | ------------------------------- | --------- |
| Mejor telenovela           | Rosy Ocampo                     | Nominada  |
| Mejor actriz protagónica   | Zuria Vega                      | Nominada  |
| Mejor primer actor         | Manuel "Flaco" Ibáñez           | Ganador   |
| Mejor actriz coestelar     | Sylvia Pasquel                  | Nominada  |
| Mejor actor coestelar      | Arturo Peniche                  | Nominado  |
| Mejor actriz de reparto    | Tiaré Scanda                    | Nominada  |
| Mejor actriz juvenil       | Natasha Dupeyrón                | Nominada  |
| Mejor actor juvenil        | José Eduardo Derbez             | Ganador   |
| Mejor dirección de cámaras | Benjamín Cann y Rodrigo Zaunbos | Nominados |
| Mejor reparto              | Qué pobres tan ricos            | Nominados |

### Premios Juventud
| Año  | Ceremonia        | Categoría           | Nominados                   | Resultados |
| ---- | ---------------- | ------------------- | --------------------------- | ---------- |
| 2014 | Premios Juventud | ¡Está buenísimo!    | Jaime Camil                 | Nominado   |
| 2014 | Premios Juventud | Mejor tema novelero | «Mi tesoro» por Jesse & Joy | Nominado   |

### Asociación de Cronistas de Espectáculos de Nueva York ACE
| Año  | Categoría                   | Nominados                       | Resultado |
| ---- | --------------------------- | ------------------------------- | --------- |
| 2014 | Mejor telenovela            | Rosy Ocampo                     | Ganadora  |
| 2014 | Mejor Director              | Benjamín Cann y Rodrigo Zaunbos | Ganadores |
| 2014 | Mejor Actriz Característica | Zaide Silvia Gutiérrez          | Ganadora  |

### TV Adicto Golden Awards
| Año  | Categoría                           | Nominados                                                                       | Resultado |
| ---- | ----------------------------------- | ------------------------------------------------------------------------------- | --------- |
| 2013 | Mejor música incidental             | Rosy Ocampo                                                                     | Ganador   |
| 2013 | Mejor actriz en un personaje cómico | Sylvia Pasquel                                                                  | Ganadora  |
| 2013 | Mejor actor en un personaje cómico  | Manuel Flaco Ibáñez                                                             | Ganador   |
| 2013 | Mejor lanzamiento juvenil masculino | Diego de Erice                                                                  | Ganador   |
| 2013 | Mejor protagonista masculino        | Jaime Camil                                                                     | Ganador   |
| 2013 | Mejor adaptación                    | Pedro Armando Rodríguez, Alejandra Romero Meza, Humberto Robles y Héctor Valdés | Ganadores |
| 2013 | Mejor reparto                       | Rosy Ocampo                                                                     | Ganadora  |
| 2013 | Mejor dirección de escena           | Benjamín Cann                                                                   | Ganador   |
| 2013 | Mejor producción                    | Rosy Ocampo                                                                     | Ganadora  |
| 2013 | Mejor telenovela de corte popular   | Rosy Ocampo                                                                     | Ganadora  |
| 2013 | Mejor telenovela de televisa        | Rosy Ocampo                                                                     | Ganadora  |
| 2014 | Mejor final                         | Rosy Ocampo                                                                     | Ganadora  |

### Anexo:Premios ASCAP 2015
| Año  | Premio        | Categoría  | Nominados              | Resultados |
| ---- | ------------- | ---------- | ---------------------- | ---------- |
| 2015 | Premios ASCAP | Televisión | Mi Tesoro Jessie y Joy | Ganadores  |

## Presea Luminaria de Oro 2014
- Reconocimiento por Desempeño a Raquel Pankowsky.[14]